# (1199) Geldonia
(1199) Geldonia est un astéroïde de la ceinture principale découvert le 14 septembre 1931 par l'astronome belge Eugène Joseph Delporte.
Il est nommé en l'honneur de la ville belge de Jodoigne ou Geldenaken en flamand ; Geldonia étant le mot latin.

## Historique
Le lieu de découverte, par l'astronome belge Eugène Joseph Delporte, est Uccle.
Sa désignation provisoire, lors de sa découverte le 14 septembre 1931, était 1931 RF.

## Caractéristiques
Sa distance minimale d'intersection de l'orbite terrestre est de 1,953 070 ua.